# Nadja Burkard
Nadja Burkard (* 3. August 1999 in Bamberg) ist eine deutsche Fußballspielerin. Seit dem 1. Juli 2024 ist sie Vertragsspielerin des FC Ingolstadt 04.

## Karriere

### Vereine
Burkard spielte in ihrer Jugend zuletzt für den FC Eintracht Bamberg, bevor sie innerhalb der Landkreises Bamberg in der Gemeinde Frensdorf im Jahr 2017 zum SV Frensdorf gelangte. Nachweislich wurde sie in der Saison 2018/19 in der Bayernliga in elf Punktspielen eingesetzt. Ihr Debüt im Seniorinnenbereich am 31. März 2019 (15. Spieltag) beim 4:0-Sieg im Heimspiel gegen den SV Thenried aus dem Landkreis Cham, krönte sie gleich mit ihren einzigen zwei Saisontoren, den Treffern zum 2:0 und 3:0 in der 43. und 56. Minute. Ihr letztes von zwölf Saisonspielen für den Verein bestritt sie am 24. November 2019 (6. Spieltag) beim 2:0-Sieg im Heimspiel gegen den FC Stern München.
Zur Saison 2019/20 wurde sie vom 1. FC Nürnberg verpflichtet. Für den Verein spielte sie erstmals am 20. September 2020 (2. Spieltag) in der Gruppe 2 der drittklassigen Regionalliga Süd, beim 2:0-Sieg im Auswärtsspiel gegen den Liganeuling FFC Wacker München, in dem ihr mit dem Treffer zum 1:0 in der 37. Minute auch ein Tor gelang. Als Sieger aus der Gruppe hervorgegangen, stieg sie mit ihrer Mannschaft in die 2. Bundesliga auf.
Von 2021 bis 2023 erzielte sie in dieser Spielklasse neun Tore in 27 Punktspielen.
Mit dem zweiten Platz am Ende der zweiten Zweitligasaison stieg der 1. FC Nürnberg das zweite Mal nach 1999 in die Bundesliga auf. Bei der 1:5-Niederlage zum Saisonauftakt im Heimspiel gegen Werder Bremen wurde sie in der 62. Minute für Emma Kusch eingewechselt.
Zur Saison 2024/25 wurde sie – gemeinsam mit Emma Kusch – vom Zweitligisten FC Ingolstadt 04 verpflichtet.

### Nationalmannschaft
Für die U15-Nationalmannschaft kam sie in zwei Länderspielen zum Einsatz.

## Erfolge
- Zweiter 2. Bundesliga 2023 und Aufstieg in die Bundesliga
- Sieger Regionalliga Süd, Gruppe 2 2021 und Aufstieg in die 2. Bundesliga